# Robèrt Martí
Robèrt Martí (en francés Robert Marty, Albi, el 21 de febrero de 1944 - Rodés, el 5 de mayo de 2021) era un novelista, humorista y docente occitano. Fue el presidente del Instituto de Estudios Occitanos de 1986 a 1997. Dirigió la sección de edición y de difusión del IEO (IEO IDECO) en Puèglaurenç (Tarn) hasta a 2009. Es conocido también por su interpretación del personaje de Padena.

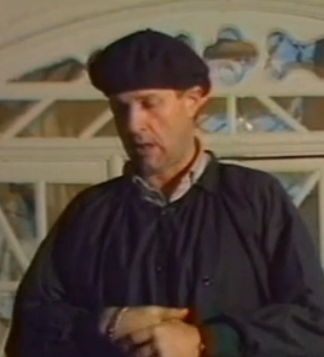
Robèrt Martí con caracterizado de Padena

## Obras
- À poing De arena, poemas: Encres Vives, 1966.
- Villages interdits, poemas : Encres Vives, 1969.
- Mycènes/Messine, textos : Encres Vives, 1970.
- Histoires, hechos et dedos de Brassac : ESSI, 1968.
- Découvrir La novela populaire, antología : Seghers, 1976.
- La sombra dulce de la noche, romano : I.Y.O., A Todos, 1981, Premio Pau Froment.
- Quiste Nox Nomem Mutat, Aquí la noche cambia de nombre, romano : I.Y.O., Princi-Negro, 1989.
- Pequeñas nuevas del frente : I.Y.O., Ensayos, 1997.
- Fats & Locos : I.Y.O., Farfadets, 1999.
- El balestrièr de Miramont : I.Y.O., A Todos, 2006.
- Marianne, fille de Puylaurens : I.Y.O., Tierra de Cocanha, 2007.
- Viaur : IEO Ediciones, Pasaje, 2013.

## Discografía
- Istòrias pebradas (Padena), n°1-2-3-4-5-6-7, caissetas aparentadas.
- E aquò vos fa rire, CD, 1997.

## Vídeo
- Espectáculo humorístico de 2 horas de duración.